# Westoniella
Westoniella là một chi thực vật có hoa trong họ Cúc (Asteraceae).

## Loài
Chi Westoniella gồm các loài: